# Faux-en-Périgord
Faux-en-Périgord is een gemeente in het Franse departement Dordogne (regio Nouvelle-Aquitaine). De gemeente telt 536 inwoners (1999). De plaats maakt deel uit van het arrondissement Bergerac.

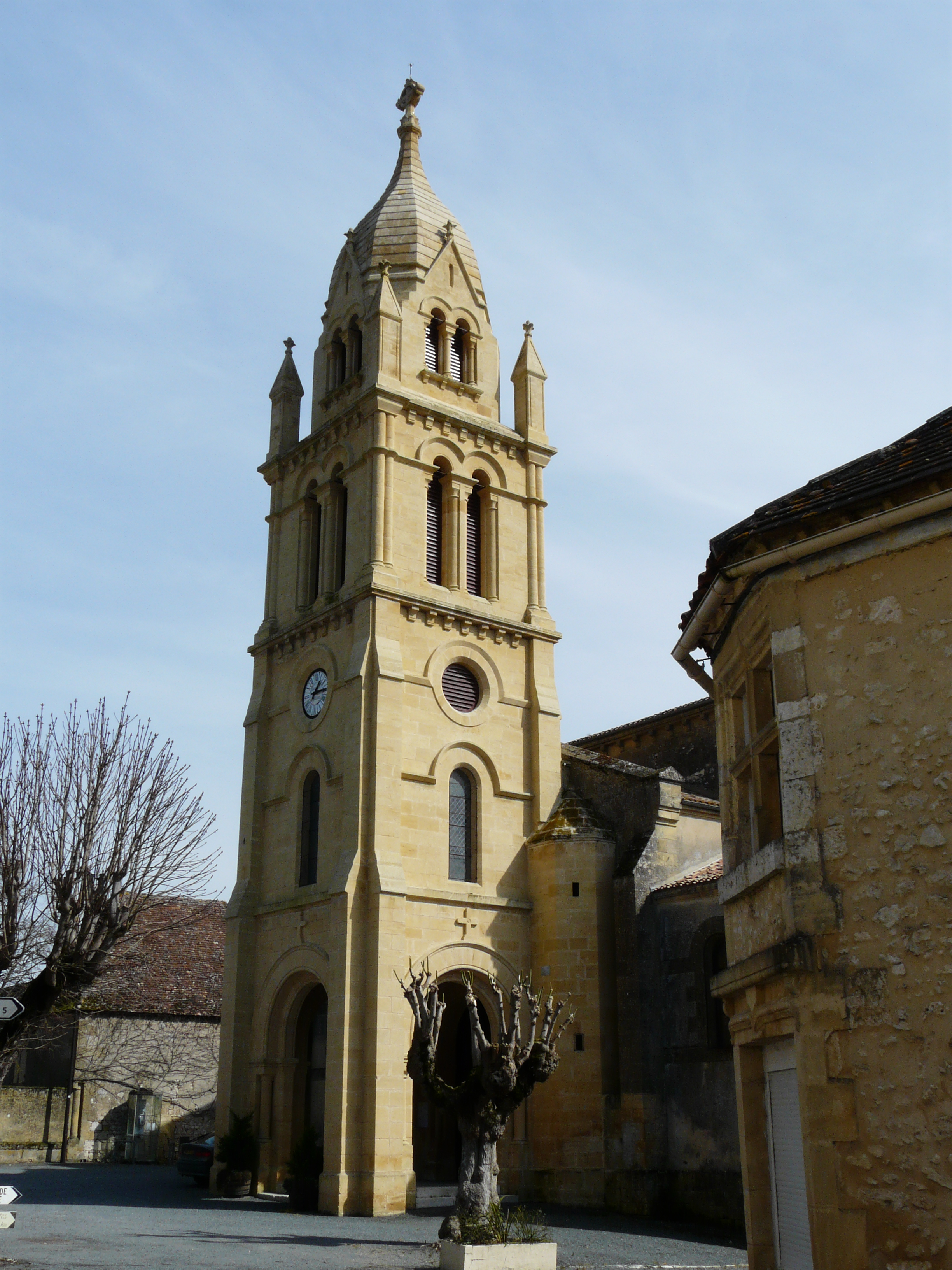
Église Saint-Saturnin

## Geschiedenis
Een oude vermelding van de plaats gaat terug tot 1283 als Faus.  Op de 18de-eeuwse Cassinikaart is de plaats weergeven als het dorp Faux.
Op het eind van het ancien régime eind 18de eeuw, toen de gemeenten werden gecreëerd, werd Faux een gemeente.
Op 1 januari 2025 werd de gemeentenaam officieel gewijzigd van Faux naar Faux-en-Périgord, verwijzend naar de streek van de Périgord.

## Geografie
De oppervlakte van Faux bedraagt 16,3 km², de bevolkingsdichtheid is 32,9 inwoners per km².
De onderstaande kaart toont de ligging van Faux-en-Périgord met de belangrijkste infrastructuur en aangrenzende gemeenten.

## Bezienswaardigheden
- De Église Saint-Saturnin

## Demografie
Onderstaande figuur toont het verloop van het inwonertal (bron: INSEE-tellingen).